# 張光玉
張光玉（越南语：／；？—1893年12月24日），越南廣平人，阮朝軍事人物，因在勤王運動中向法軍出賣阮朝皇帝咸宜帝，被越南人認為是越奸的代表。

## 早年
其父曾在嗣德帝時出仕，因失誤被革職後在橫山山區落草為寇，張光玉少時以勇猛著稱，擅長使用火槍、弓箭，在當地芒族中擁有眾多忠實的追隨者，但同時沉迷於酒和鴉片。
1885年7月，被法國人迫逐出京的咸宜帝在尊室說的保護下逃到了廣治的新所城，下詔各地勤王。張光玉遂帶著手下精銳的芒族軍隊來應戰。尊室說立即任命他護衛咸宜帝。由於繼承了父親的威望，芒族人非常聽張光玉的話，為咸宜帝和尊室說動員了不少軍餉。因此不久之後，張光玉就成了咸宜帝的心腹，咸宜帝曾經在他的家暫住。
1885年，法軍攻佔廣平，切斷了中圻義軍與北圻義軍的聯繫；另一路法軍攻取乂安，對中圻義軍形成鉗形攻勢，1885年底，咸宜帝被迫轉移，尊室說和陳春撰率領數百名士兵、三頭大象和五匹馬護送咸宜帝先行，率領大約200人的芒族軍隊殿後的張光玉成功伏擊了追擊的法軍，迫使他們撤退，法軍指揮官的手臂和背部也被張光玉用毒箭射中，幾天後中毒身亡。咸宜帝成功轉移到了河靜。1886年1月17日，法軍再度對義軍發起進攻，雙方交戰了一整天，義軍擊斃了法軍指揮官，並迫使法軍撤回乂安。法軍動用了兩個旅的兵力再度對義軍發動圍攻，張光玉指揮的芒族軍隊以竹林為掩護發動反擊，法軍遭受重創。但因為寡不敵衆，張光玉率眾主動撤出。
儘管連續三場失利，法軍繼續追擊了三週，並與義軍發生了數次交火。1886年年初，戰況對義軍轉向不利，尊室說以向清朝求援為名，同陳春撰、宋維新等人出奔大清。咸宜帝在尊室談、尊室詥、黎直、阮范遵、潘廷逢的保護下據守宣化縣山區，襲擾廣平、河靜等地的法軍。法國殖民政府挾持他們新立的傀儡同慶帝前往廣平，勸誘咸宜帝等人投降，又派黃繼炎前去勸降，試圖以高官厚祿吸引他們，皆失敗。

## 叛變
1887年，阮范遵在戰鬥中陣亡，法軍審問他的部下，得知了張光玉是個貪財的毒癮者。在一場戰鬥中，法國偵察兵發現了張光玉的蹤跡，便帶兵包圍了張光玉駐紮的村莊，張光玉率部和村民一起逃走。法軍在村里只發現一個老婦，於是要求老婦給張光玉送信，然後撤走了。幾天後，張光玉的一個手下前來，法國人讓他將几盎司鴉片轉交張光玉，並讓張光玉將咸宜帝獻出。張光玉收到了這些東西後，回复說“會全心全意幫忙，但需要從容不迫，怕洩露不行……”。
1888年，更多的法軍從順化開到廣平，9月，仍然沒有抓到咸宜帝。法軍正要撤退，張光玉突然派來一名手下，並說明了義軍情況和咸宜帝駐紮的地方。法國人隨後命令此人再向張光玉送一封信。9月26日午夜，張光玉和阮定情等20多名下屬帶著法國人包圍了咸宜帝藏身的村莊。法軍衝進了咸宜帝的住所，殺害了護衛的尊室詥。咸宜帝手持青龍劍，斥責張光玉：「你把我殺了，而不是把我賣給西洋人！」但張光玉的手下從背後奪下了青龍劍，咸宜帝被送往順化囚禁，最後被法國人流放到北非的阿爾及利亞。尊室談得知咸宜帝被俘後，也在河靜自殺殉死。作為出賣咸宜帝的報酬，張光玉被法國人授予了官爵，至於他的下屬，有的給了軍銜，有的給了幾個銀幣。

## 被殺
張光玉成功躋身阮朝官員，但他所到之處都被鄙視。同僚恥於和他交往，罵他是叛徒。由於無法忍受這種鄙夷，他不得不隱居在家鄉。為了懲治這個幫助法國俘虜咸宜帝的叛徒，義軍領袖潘廷逢派副將高勝去消滅他。
1893年12月24日晚，張光玉正在吸鴉片，窗外突然傳來一聲喊叫，隨後一隊義軍破門而入。他抓起了他的槍跑出去，此時一顆子彈射穿了他的肩膀。張光玉剛倒下，義軍士兵就砍下了他的頭。他的莊園中的軍隊群龍無首，全部被殺。義軍放火燒了張光玉的莊園，將張光玉的頭掛在咸宜帝被捕的小屋中，張光玉腐爛無頭的屍體暴屍幾天后，他的家人才敢為他收屍。

## 外部連結
- Đoạn liên trong Việt Nam sử lược （页面存档备份，存于）.
- Phan Trần Chúc, Vua Hàm Nghi 的存檔，存档日期2009-04-04.